# Upplands runinskrifter 841
Upplands runinskrifter 841 är ett vikingatida runstensfragment av granit i Dalby kyrka, Dalby socken och Uppsala kommun. Johannes Bureus rapporterade på 1600-talet att två fragment var inmurade i Dalby kyrkas kyrkomur. Ingen avbildning av fragmenten från den tiden finns kvar och det är inte heller säkert att de två fragmenten tillhört samma sten. Ett runstensfragment återfanns 1958 i samband med renoveringsarbeten. Det återfunna fragmentet är 0,95 meter långt och 0,48 meter brett. Det är inmurat i den södra kyrkoväggen och har rest av inskrift och kors. Det återfunna fragmentet är inte något av de två som Bureus rapporterade om på 1600-talet. Det är sannolikt att de tre fragmenten utgör delar av samma sten.

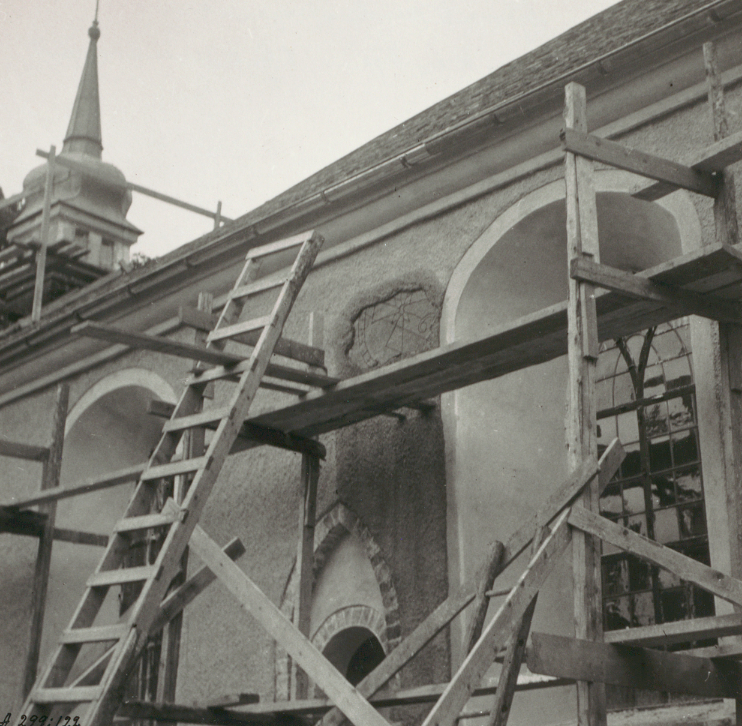
U 841 i kyrkväggen.

## Inskriften
Translitterering av runraden:
[... ...t · raisa × s]-ain × ef-... ... [...-r sin]
Normalisering till runsvenska:
... [le]t ræisa s[t]æin æf[tiʀ ...] [faðu]r/[broðu]r sinn.
Översättning till nusvenska:
... lät resa stenen ... sin fader/broder.